# Altarretabel (Altenmedingen)

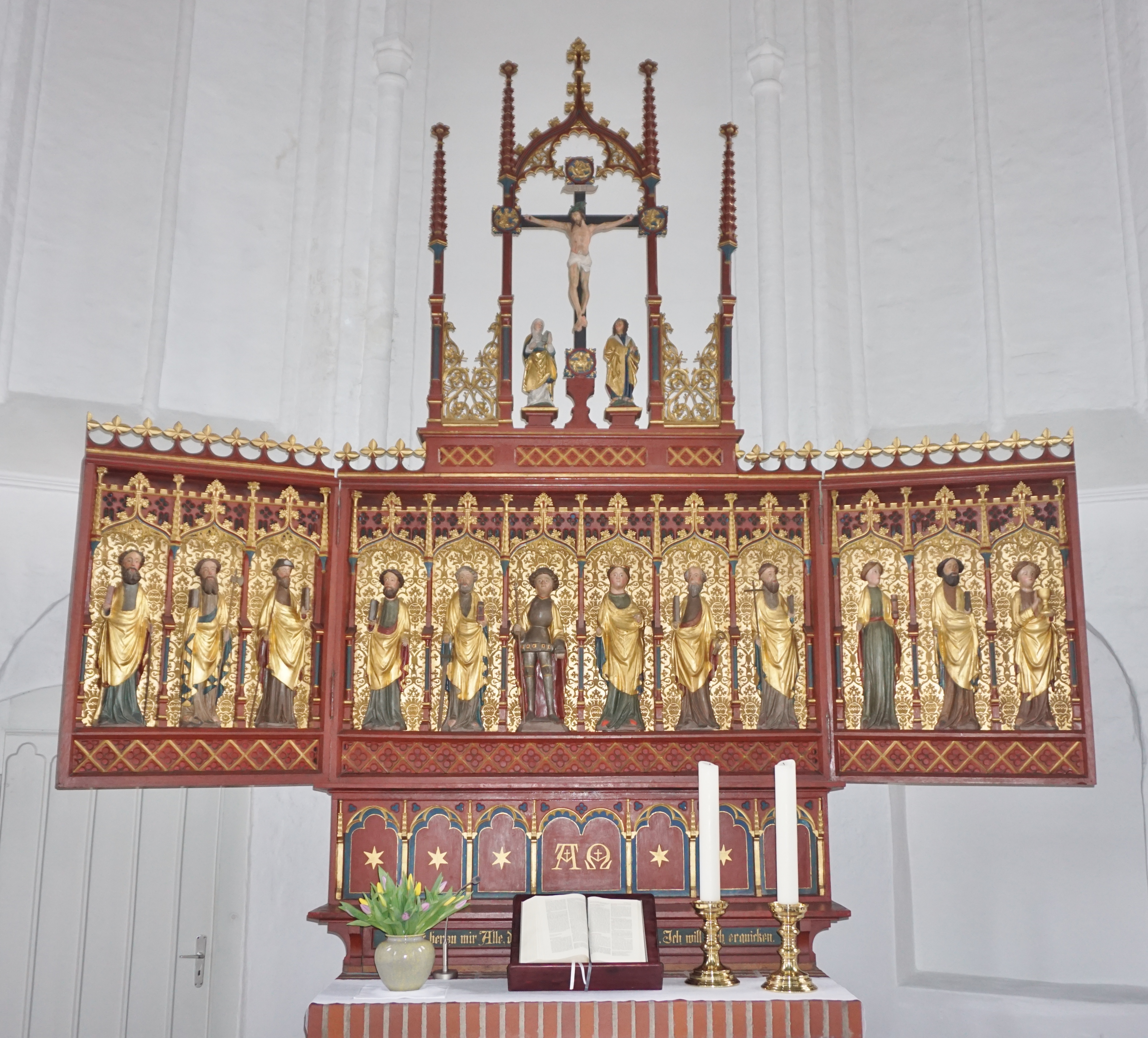
Altenmedinger Altarretabel

Das Altenmedinger Altarretabel ist ein Altaraufsatz bestehend aus einem Reihenaltar aus dem 14. Jahrhundert, einem Gesprenge, das eine Kreuzigungsgruppe aus dem 16. Jahrhundert enthält und einer Predella.
Das bemerkenswerte Retabel gilt heute als Schmuckstück der St.-Mauritius-Kirche im niedersächsischen Altenmedingen.

## Geschichte
Das Altenmedinger Altarretabel blickt auf eine wechselvolle Geschichte zurück und ist das Produkt von Erweiterungen und Restaurierungen. Der Reihenaltar entstand vermutlich Ende des 14. Jahrhunderts und ruhte ursprünglich auf einer Predella, die heute nicht mehr erhalten ist.
Durch wen der Reihenaltar geschaffen wurde, ist nicht geklärt. Ähnlichkeiten zu Lüneburger Werken in der Umgebung weist der Reihenaltar nicht auf, weshalb von einer entfernteren Werkstatt auszugehen ist.
Vermutungen legen nahe, dass die Figuren im Reihenaltar durch Levin Storch geschaffen wurden, was bedeuten würde, dass das Retabel erst Anfang des 16. Jahrhunderts geschaffen wurde.
Zeitweise war der Reihenaltar mit einem Renaissanceaufsatz mit Knorpelornamenten als oberer Abschluss ausgestattet, der laut Inschrift 1656 von Markus Richter gestiftet wurde. Der Renaissanceaufsatz war auch mit drei Holzfiguren ausgestattet, die bereits zu Beginn des 16. Jahrhunderts geschaffen wurden und eine Kreuzigungsgruppe bilden.
1885 wurde der Reihenaltar neugotisch erneuert.
Dabei wurde der Renaissanceaufsatz entfernt und an der Südseite des Kirchenschiffs angebracht. Die Kreuzigungsgruppe wurde in ein neu geschaffenes Gesprenge integriert.
Eine Restaurierung des Retabels erfolgte 2003.

## Beschreibung
In seiner heutigen Form gliedert sich das Altenmedinger Altarretabel in einen Reihenaltar mit Gesprenge, das eine Kreuzigungsgruppe beinhaltet, und eine Predella.
Das Retabel sitzt auf einem Altar aus verputztem Ziegelmauerwerk auf, der eine Mensa aus Sandstein aufweist.
Die ursprüngliche Predella des Reihenaltars ist nicht mehr erhalten. Zeitweise wurde der Reihenaltar von einem Renaissanceaufsatz gekrönt, in dem die Kreuzigungsgruppe integriert war.

### Reihenaltar
Der Reihenaltar ist ein Triptychon, bestehend aus zwei Seitenflügeln und einem Schrein. Der Schrein hat eine Höhe von 124 Zentimetern und eine Breite von etwa 200 Zentimetern. Die Figuren im Schrein und in den Seitenflügeln sind jeweils circa 70 Zentimeter groß.
Die Figuren des Reihenaltars wirken ungelenk sowie unproportional, während die Architekturelemente stereotyp und vereinfacht anmuten. Aufgrund dieses Stils der Figuren und der Schreinarchitektur kann das Ende des 14. Jahrhunderts als Entstehungszeit angenommen werden.
Die Anordnung der Figuren im Reihenaltar ist nicht mehr ursprünglich und nicht alle Figuren können heute eindeutig zugeordnet werden. Mit Ausnahme von Mauritius, der eine Rüstung trägt, und einer unbekannten Heiligen im rechten Seitenflügel zeigen alle Figuren die gleiche Mantelbildung aus mehreren Gewändern. Die Seitenflügel enthalten jeweils drei und der Schrein sechs Figuren. Im linken Seitenflügel befinden sich von links nach rechts Jakobus der Jüngere, Matthäus und Jakobus der Ältere. Im Schrein sind von links nach rechts Andreas, Paulus, Mauritius, Maria, Petrus und Matthias zu sehen.
Durch die strenge Symmetrie und eine vertiefte Nische werden die Figuren des Mauritius und Marias in der Mitte des Schreins hervorgehoben. Als einzige Figuren des gesamten Retabels sind sie vollrund geschnitzt.
Im rechten Seitenflügel steht rechts außen Johannes. Eine Heilige links außen und ein Apostel mit Buch in der Mitte des Flügels sind nicht zuordbar.

### Gesprenge mit Kreuzigungsaufsatz
Das Gesprenge gliedert sich in eine Kreuzigungsgruppe aus dem ersten Viertel des 16. Jahrhunderts und in Maßwerk mit schlanken Fialen aus dem 19. Jahrhundert, das die Gruppe umgibt. Stilistisch stimmen die Elemente aus unterschiedlichen Jahrhunderten nicht überein. Der Meister, der die Kreuzigungsgruppe schuf, ist nicht bekannt. Allerdings scheint der Meister, aufgrund der Gestaltung der Haarmassen, der weichen Formen und sanften Übergänge, durch Hinrik Stavoer beeinflusst worden zu sein. Die Kreuzigungsgruppe zeigt mittig Jesus, der an einem Kreuz hängt, das an den Enden jeweils ein Evangelistensymbol enthält, einer Figur von Maria links und einer Figur von Johannes rechts unten neben dem Kreuz.

## Galerie

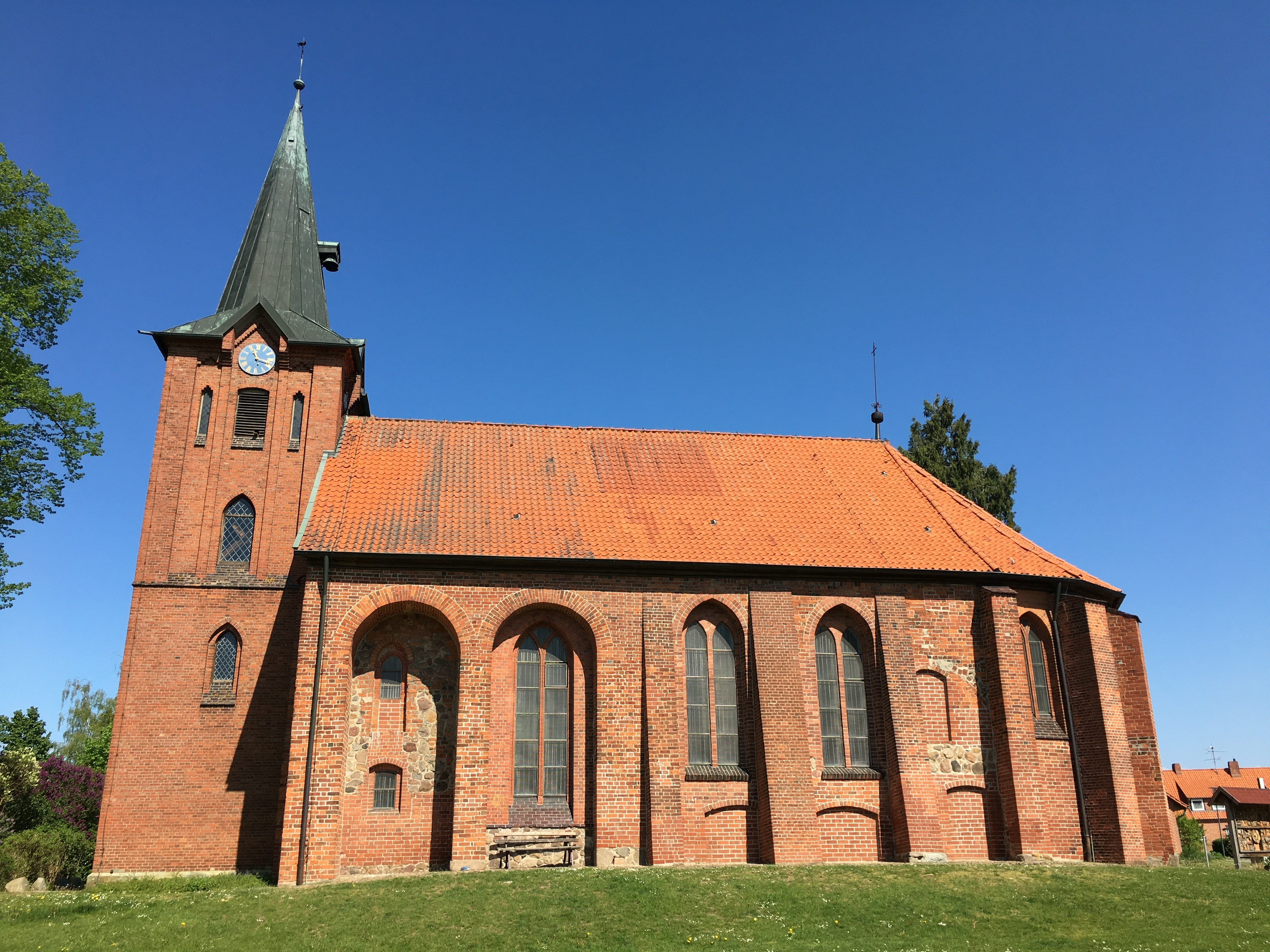
St.-Mauritius-Kirche, Aufbewahrungsort des Retabels
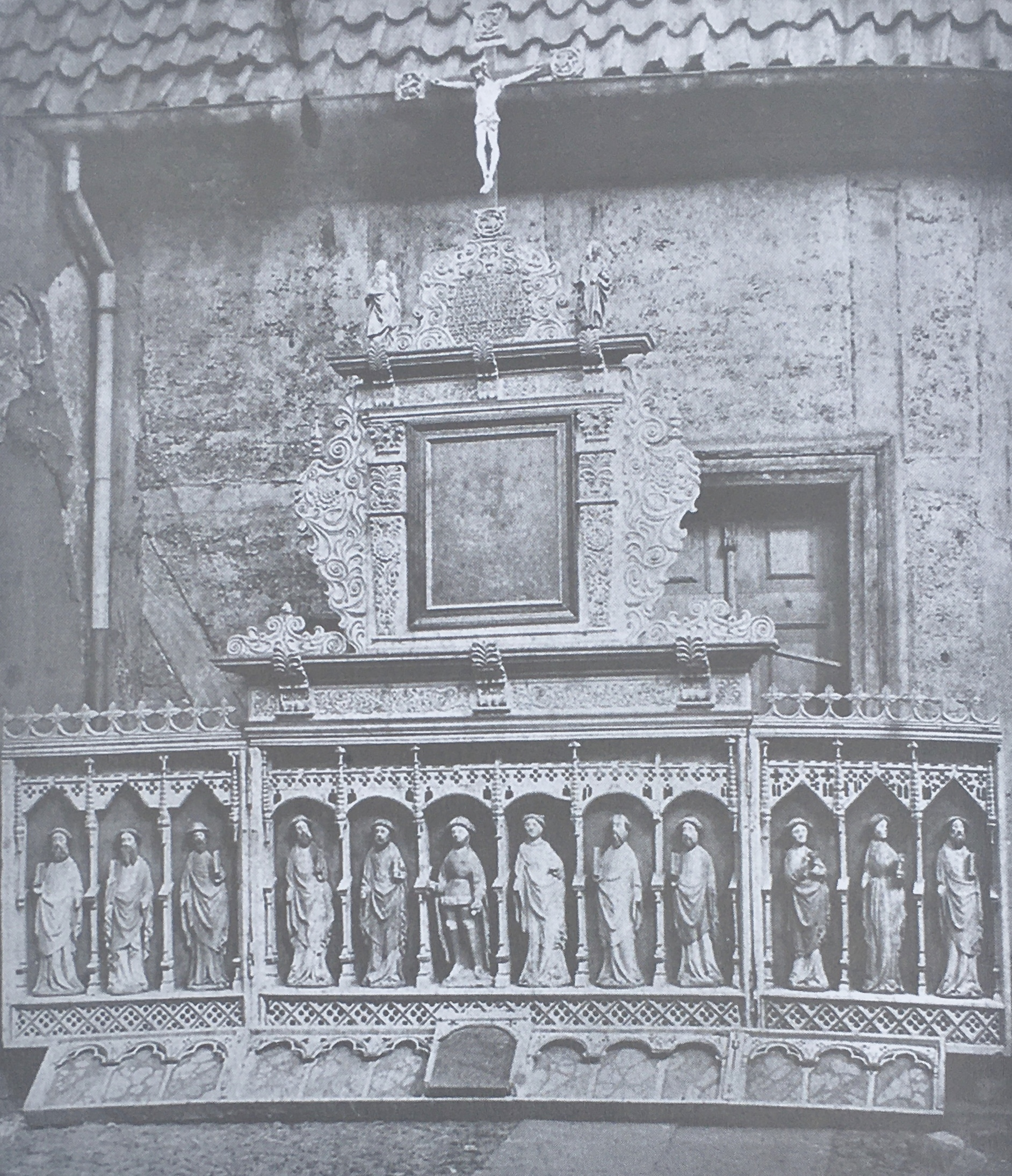
Retabel im 19. Jahrhundert mit Renaissanceaufsatz
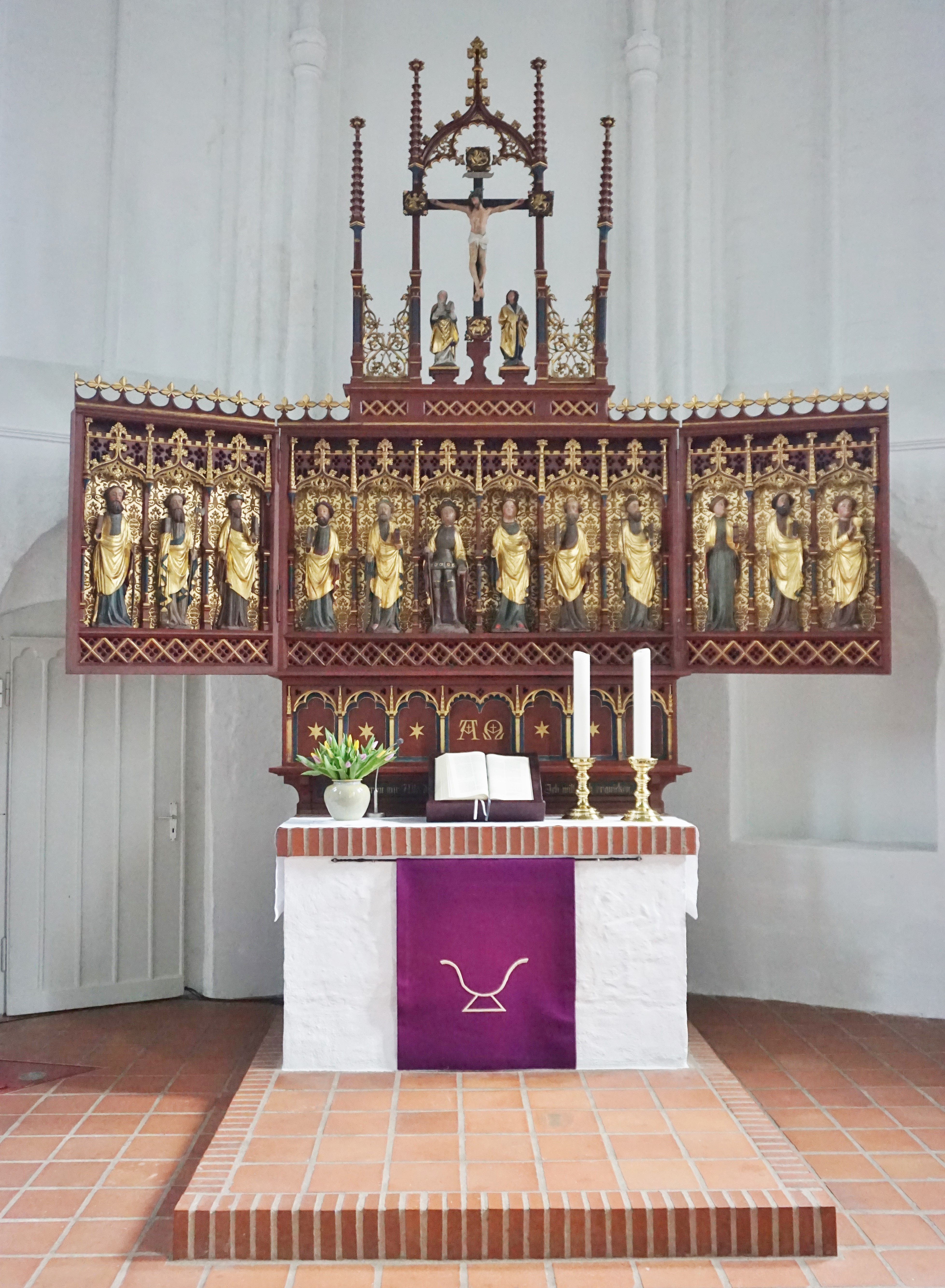
Retabel mit Altar
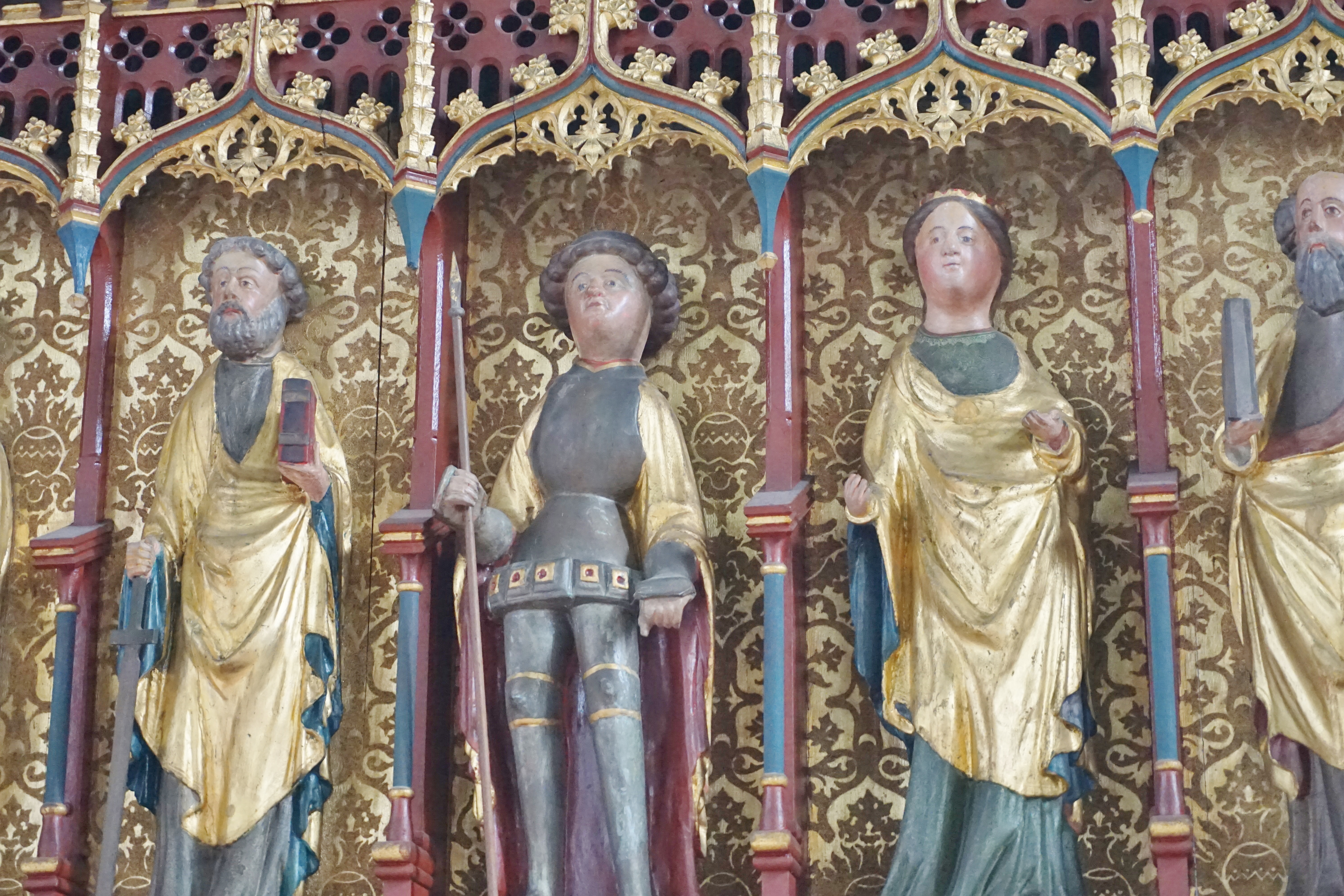
Detail von Figuren im Schrein
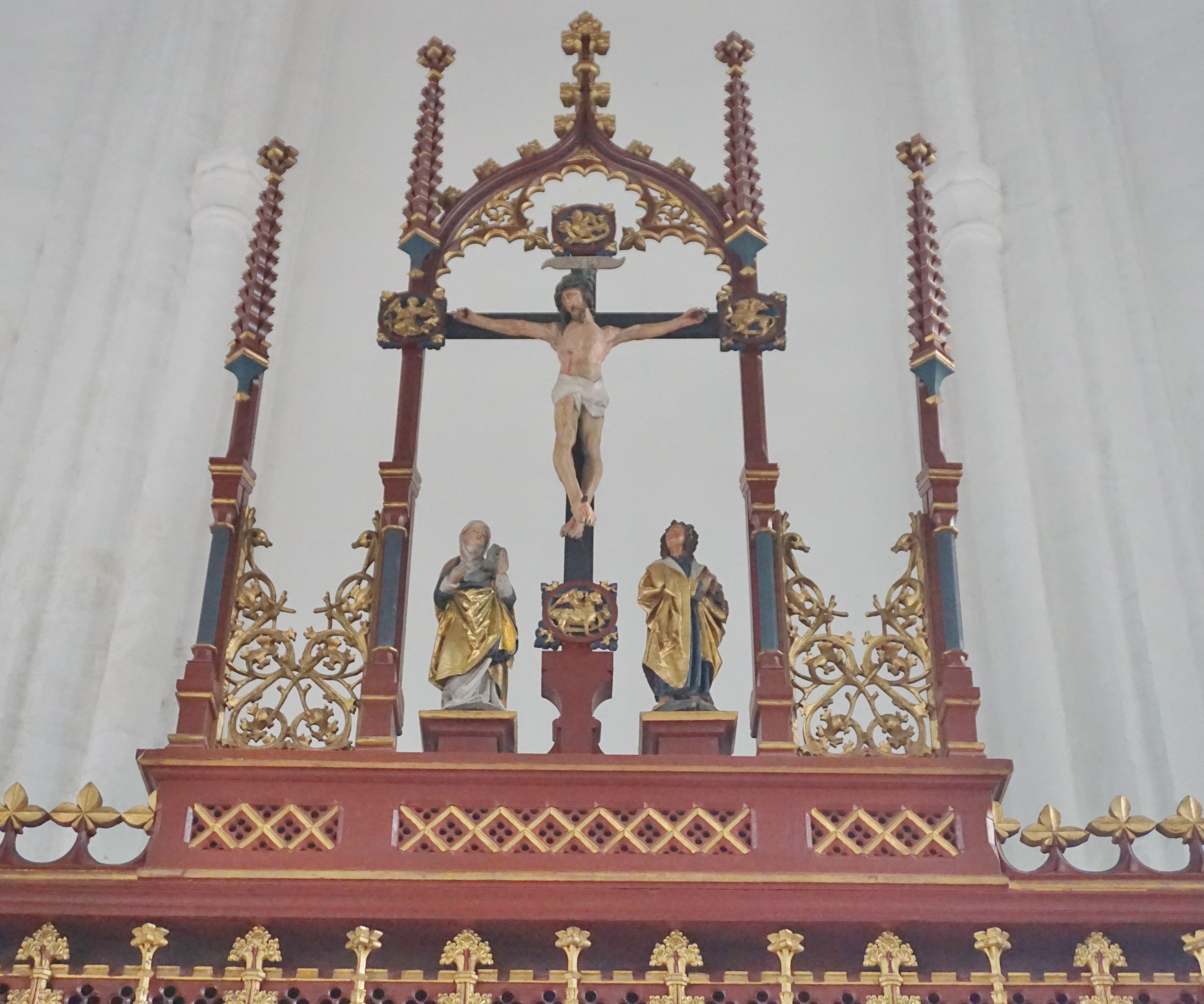
Gesprenge mit Kreuzigungsgruppe